# Cyphonisia straba
Cyphonisia straba är en spindelart som beskrevs av Benoit 1966. Cyphonisia straba ingår i släktet Cyphonisia och familjen Barychelidae.
Artens utbredningsområde är Kongo. Inga underarter finns listade i Catalogue of Life.